# Pogorzel (Ermland-Mazurië)
Pogorzel (Duits: Hegelingen) is een plaats in het Poolse woiwodschap Ermland-Mazurië, gelegen in het district Gołdapski. De plaats maakt deel uit van de stad- en landgemeente Gołdap.